# Кежмарок (район)
Район Кежмарок (словац. Okres Kežmarok) — район Словакии. Находится в Прешовском крае. Административный центр — город Кежмарок. На севере граничит с Польшей, на востоке с районами Стара-Любовня и Сабинов, на юге с районом Левоча, на западе с районом Попрад.
Площадь составляет 840 км², население — 68 928 человек (2010).
На территории района находится 41 населённый пункт, в том числе 3 города.

## Население
| Год:        | 1994   | 2004     | 2014     | 2024    |
| ----------- | ------ | -------- | -------- | ------- |
| Broj ljudi: | 58 966 | 65 129   | 72 570   | 75 862  |
| Разница:    |        | +10,45 % | +11,42 % | +4,53 % |

| Год:                | 2023   | 2024    |
| ------------------- | ------ | ------- |
| Количество человек: | 75 188 | 75 862  |
| Разница:            |        | +0,89 % |

### Статистические данные (2001)
Национальный состав:
- Словаки — 89,1 %
- Цыгане — 8,8 %
- Чехи — 0,4 %

Конфессиональный состав:
- Католики — 86,5 %
- Греко-католики — 2,9 %
- Лютеране — 2,9 %